# François Lejeune (1770-1799)
Pour les articles homonymes, voir François Lejeune (homonymie) et Lejeune.
François Lejeune (22 avril 1770 à Villeneuve-de-Berg – 7 mars 1799 à Jaffa) , est un officier français de la période révolutionnaire.

## Biographie
Il naît à Villeneuve-de-Berg, fils aîné de François, avocat au bailliage et de Anne Laplanche. Il fait des études de droit et en 1790 est élu commandant de la garde nationale de Villeneuve-de-Berg. À ce titre, il est présent à la Fête de la Fédération à Paris le 14 juillet 1790.

Il s'engage comme volontaire le 1er juillet 1792 et sert comme capitaine de grenadiers au 1er bataillon de volontaires de l'Ardèche. Homme de haute taille, il se fait remarquer par sa modération et son courage. 

En 1793, il est capitaine dans l'armée des Alpes, il participe au Siège de Toulon. 

En 1794, il rejoint l'armée d'Italie avec laquelle il fait la Campagne d'Italie. Il est remarqué à Montenotte, Berghetto et à Arcole où il est blessé.
22 mois après Arcole, il est nommé Chef de brigade le 18 septembre 1798 par le Général Berthier et il intègre l'Armée d'Orient.

Il participe donc à la Campagne d'Égypte. À la tête de la 22e Brigade d'infanterie légère, Il est tué pendant le Siège de Jaffa, le 7 mars 1799.
On trouve dans la correspondance du Général Bonaparte, au sujet du siège de Jaffa, cette citation : "Nous avons perdu le citoyen Lejeune, chef de la 22e d'infanterie légère, qui a été tué à la brèche. Cet officier a été vivement regretté de l'armée ; les soldats de son corps l'ont pleuré comme leur père."